# Nueva Imperial
Nueva Imperial este un oraș și comună din provincia Cautín, regiunea La Araucanía, Chile, cu o populație de 29.366 locuitori (2012) și o suprafață de 732,5 km2.